# Шкода (Пльзень)
«Шкода» (Пльзень) (чеськ. HC Škoda Plzeň) — хокейний клуб з міста Пльзень, Чехія. Заснований у 1929 році.

## Історія
Клуб засновано в місті Пльзень 1929 року.
З 1949 року виступає в чемпіонаті Чехословаччини. У 1951 році дебютує в елітному дивізіоні Чехословаччини. За час виступів в першій лізі тричі став срібним призером та ще одного разу команда здлбула бронзові нагороди.
З сезону 1993–94 років виступає в екстралізі. Попри здобуття бронзи у сезоні 1999–2000 років, команда була міцним середняком. У період з 2011 по 2019 роки «Шкода» чотири рази фінішувала третьою, а в сезоні 2012–13 років здобула золоті нагороди чеської екстраліги.
«Шкода» двічі виступала в Лізі чемпіонів у сезонах 2018–19, 2019–20 років.

## Домашня арена
«ЧЗ Арена» домашній стадіон клубу, відкритий 20 грудня 1996 року. Арена вміщує 8236 глядачів.

## Досягнення
Чеська екстраліга
- Переможець (1): 2013
- Бронзовий призер (5): 2000, 2012, 2016, 2018, 2019

Чехословацька хокейна ліга
- Срібний призер (3): 1957–58, 1958–59, 1991–92
- Бронзовий призер (1): 1956–57

## Відомі гравці
- Богуслав Еберманн
- Мілан Кайкл
- Домінік Кубалик
- Їржі Кучера
- Петр Сикора
- Мартін Страка
- Ярослав Шпачек
- Раян Голлвег
- Туукка Раск